# Risco relativo

Risco relativo por índice de massa corporal de mulheres que nunca fumaram

O risco relativo é uma relação (ratio) da probabilidade do evento ocorrer no grupo exposto contra o grupo de controle (não exposto). Na Estatística e na Epidemiologia Matemática, risco relativo (RR - relative risk) é o risco de um evento (ou de desenvolver uma doença) relativo à exposição.
Pode ser entendido como a razão entre as incidências dos indivíduos expostos a um determinado fator em relação aos indivíduos não expostos a esse mesmo fator. (RR= IE/INE)
{\displaystyle RR={\frac {P_{exposto}}{P_{controle}}}}
Por exemplo, se a probabilidade de um fumante em desenvolver câncer de pulmão é de 20% e a probabilidade de um indivíduo não fumante é de 10%, então o risco relativo de câncer associado ao hábito de fumar seria igual a 2. Os fumantes teriam duas vezes o risco de desenvolver câncer de pulmão quando comparados aos não fumantes.